# Išgi-Mari
Sauf précision contraire, les dates de cet article sont sous-entendues « avant l'ère commune » (AEC), c'est-à-dire « avant Jésus-Christ ».
Išgi-Mari, également Ishgi-Mari, parfois Isqi-Mari, anciennement lu et plus connu sous le nom de Lamgi-Mari, est un roi ou lugal de l'antique ville de Mari, aujourd'hui en Syrie, ayant régné au cours de la dernière phase des dynasties archaïques (2500-2340), néanmoins inconnu de la liste royale sumérienne. La découverte d'une statue qu'il voue à Ishtar-Ush, c'est-à-dire Ishtar « Virile », au cours de la première campagne de fouilles du site de Mari par l'archéologue français André Parrot a permis l'identification de Tell Hariri avec la ville antique.

## La statuette du musée national d'Alep
La statuette est découverte un mois après le début des fouilles du site de Mari en Syrie par l'archéologue français André Parrot, à l'emplacement de ce qui sera par la suite identifié comme étant le temple d'Ishtar. La statuette est découverte près de la surface du sol, parmi d'autres statuettes fragmentaires. Elle comporte une inscription, primordiale pour l'histoire de cette ville antique puisqu'elle permet l'identification de Tell Hariri avec le site antique de Mari, qui dit « Išgi-Mari, roi de Mari, grand ensi d'Enlil, sa statuette à Inanna-USH, a voué. ».
Cette statuette, inventoriée sous le matricule M. 1486 au musée national d'Alep, de 27,7 centimètres de hauteur en albâtre présente le souverain en marche, le pied gauche en avant, une position habituelle pour les figures masculines. Les mains sont ramenées en avant, mais contrairement à la plupart des statuettes d'orants de la même période, le poignet droit repose dans la main gauche. Autre élément inhabituel, les yeux sont simplement sculptés, là où la statuaire de Mari propose habituellement des incrustations, lapis-lazuli, nacre et bitume notamment. Le nez est martelé, les cheveux tirés vers l'arrière en chignon sont maintenus par un bandeau évoquant possiblement un postiche, la barbe légèrement ondulée tombe en longues mèches sur la poitrine. Ce traitement de la barbe est à rapprocher de celui du casque de Meskalamdug ou la mise en scène d'Eannatum de Lagash sur la stèle des vautours. La robe, un kaunakès, possède neuf rangées de mèches dont une partie recouvre l'épaule gauche et se terminant sur l'arrière par la queue de mouton, animal dont la laine sert à la confection de ce type de vêtement. Ce traitement est plutôt inhabituel pour un homme. Ces différences, par rapport à la statuaire mariote habituelle, est peut-être la manifestation d'une singularité des artisans de cette ville avec une influence marquée du Sud mésopotamien. L'inscription, pour finir, présente le fait que le roi se proclame grand ensi d'Enlil, le dieu protecteur de la royauté, faisant écho à la ville de Nippur, renforçant cette idée d'une influence méridionale.

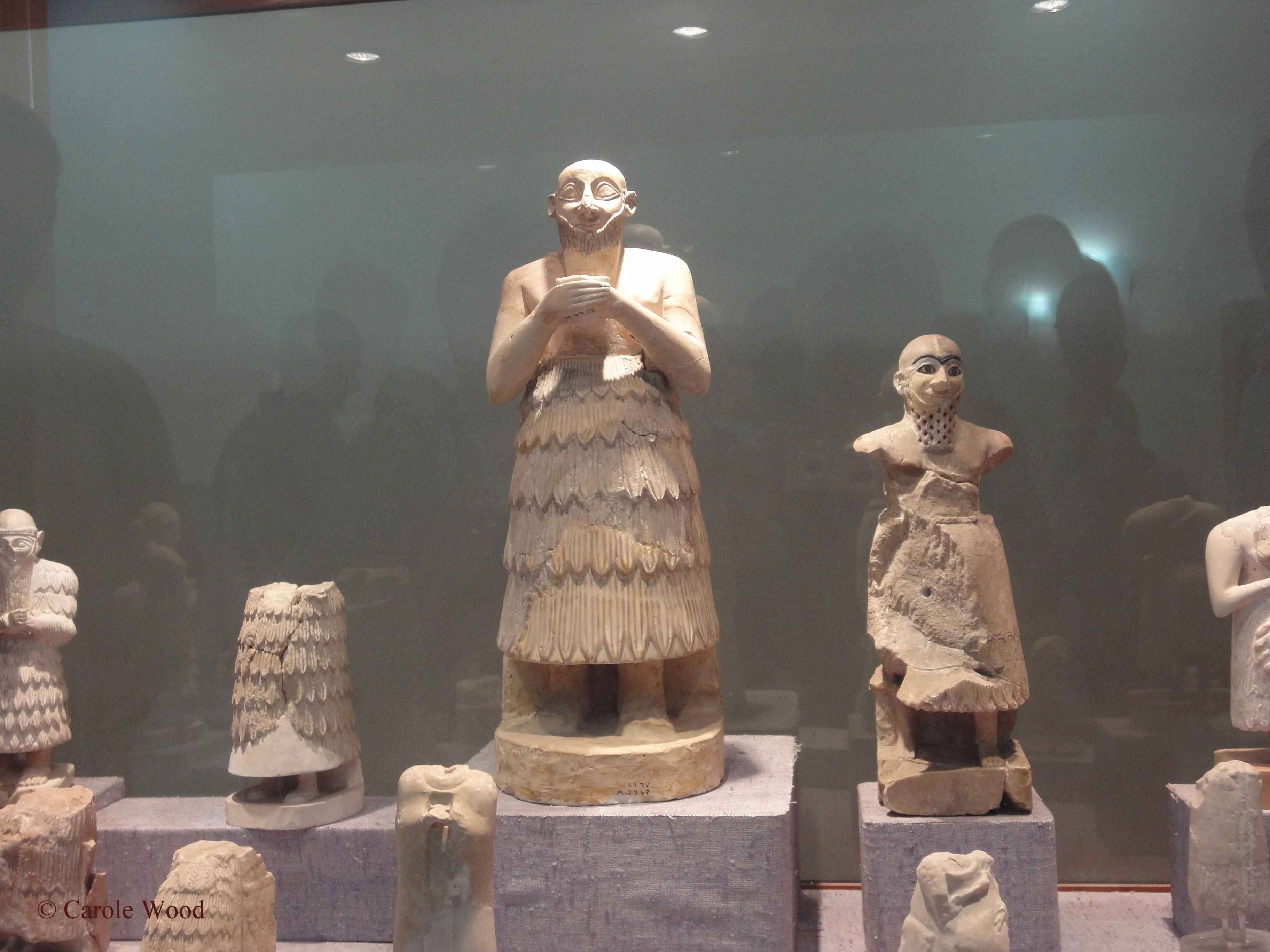
La statuette à l'extrémité gauche, dans une vitrine au musée national d'Alep, photographiée en 2010.
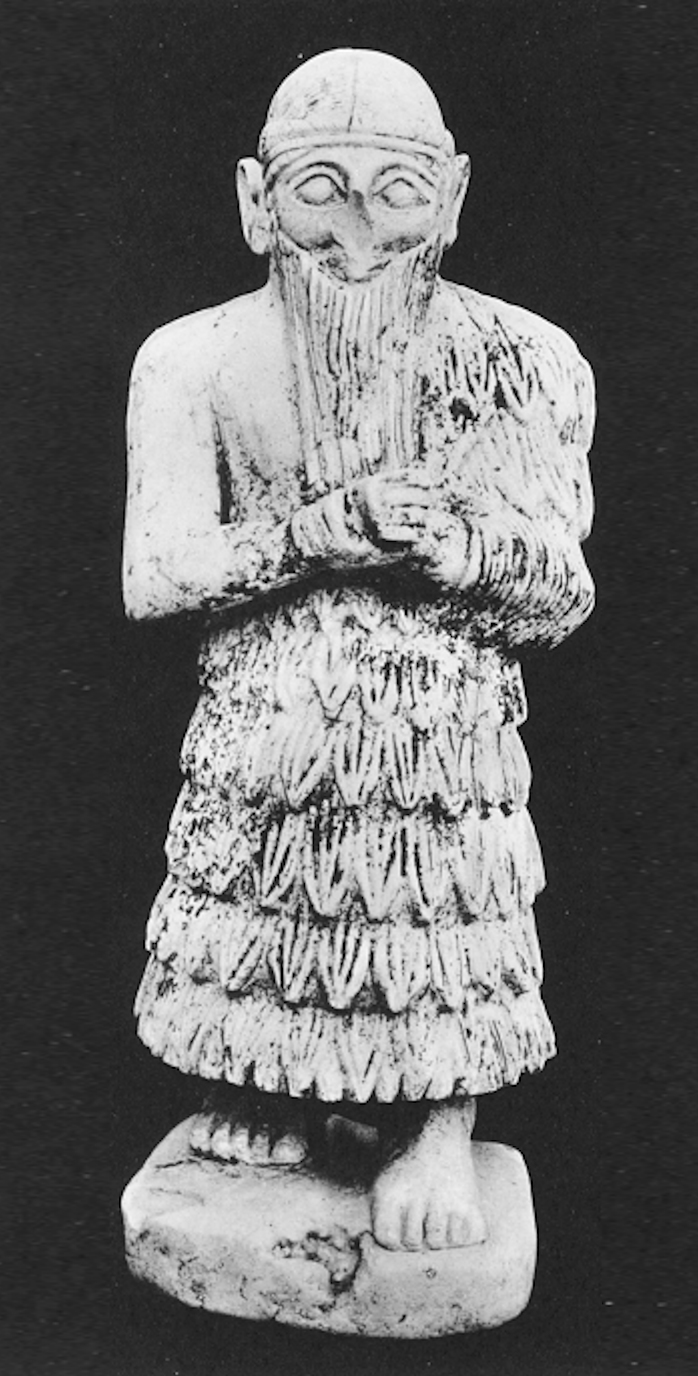
La statue de face, photographiée par André Bianquis.
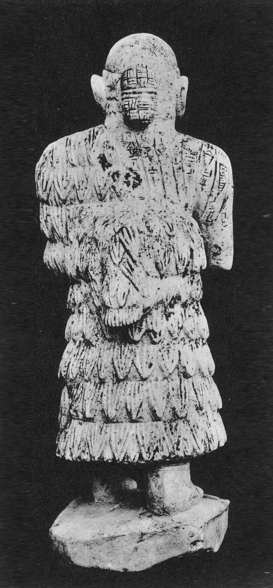
La statue de dos, photographiée par André Bianquis.
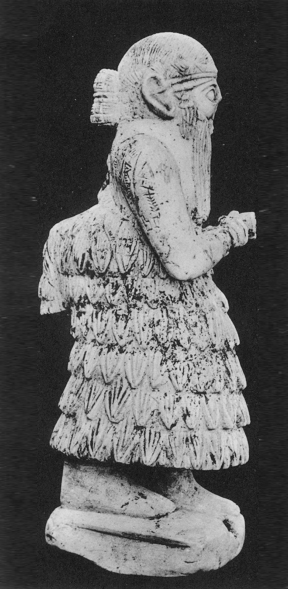
La statue par son profil droit, photographiée par André Bianquis.

### L'inscription
« 

ish11-gi4-ma-ri2 / lugal ma-ri2 / ensi2 gal / Den-lil2 / dul3-su3 / a-na / Dinanna-nita / sa12-rig9 »